# 郷司正巳
郷司 正巳（ごうじ まさみ、1953年9月14日-2009年11月5日）は日本の写真家。
JRP「視点」奨励賞受賞。『アサヒカメラ』、『旅』、『世界』など各雑誌で活躍。
世界写真史上初めてベトナムの海の民を系統的に取材して刊行した写真集『ベトナム海の民』（2002年コニカフプラザギャラリーCで個展。一部初出『世界』2001年10月号、『アサヒカメラ』2002年12月号）では、自ら文章を添え、『北海道新聞』、『西日本新聞』、『週刊金曜日』、『フィガロジャポン』、『日本カメラ』、『旅』、『フォトコンテスト』などに好評価の書評が掲載された。
日本写真家協会ほかが主催した「日本の子ども60年—21,900日のドラマ—」では、1980年の作品が日本の写真家が撮影した日本の子どもの写真24,000点の作品のなかから、展示のための204点の1点として、選ばれた。日本写真家協会会員、日本リアリズム写真集団理事、現代写真研究所講師をつとめた。

## 経歴
1953年大分県生まれ。大阪芸術大学写真学科卒業後、上京し、働きながら、現代写真研究所でフォトドキュメンタリーを学ぶ。
1983年、フリーランスとなり、1984年、JRP「視点」奨励賞受賞。
1985年、企画展「戦後40年　戦争を知らない写真家たちの記録」を取り組む。
「茅葺の宿の一夜　新潟県高柳町じょんのびの里」立松和平・文の写真を『旅』1993年7月号、グラビアに発表。
1995年、東京戦災傷害者の会のメンバーら東京大空襲被害者など30数人に取材した写真集『半世紀の肖像—戦災傷害者の記録』（草の根出版会）刊行。作家の早乙女勝元が「序にかえて」を添える。
「子どもたちへ ぼくと戦争傷害者との出会い」を「婦人之友」1996年8月号に発表。
「写真構成／神々の通った島・姫島の祭り」を『別冊歴史読本 第20号／神々のシンボルと謎の超古代史』（新人物往来社、1997年）に発表。
「魚湧く海とザルの舟--Viet Nam」を「月刊国際協力」1999年1月号(通号 525) に発表。
2001年、『世界』10月号に「ベトナム海の民」を発表。
2002年、個展「ベトナム海の民」開催。『アサヒカメラ』2002年12月号に一部を発表。
2003年7月、写真集『ベトナム海の民』（新泉社）刊行。「日本と繋がるお椀の舟とヌクマム--ベトナム南部の漁村から」を「前衛」同年8月号 (通号 766)に発表。「月刊国際協力」同年10月号 (№582、国際開発ジャーナル社)に「ファインダーの向こう側　古都フエに浮かぶ家船の村」(写真と文)を発表。同年11月11日から11月16日、日越外交関係樹立30周年記念展示として、ベトナム・ホーチミン市青年文化会館で「ベトナム海の民」写真展を開催。
2005年「浜を取り仕切る女性(おんな)たち」を「月刊自治研」7月号 (通号 550) に発表。同年12月15日、新潮社から、1980年の作品を収めた日本写真家協会編の写真集「日本の子ども60年」刊行。解説は重松清。同年12月17日から翌2006年1月9日まで、東京都写真美術館で、前述の写真集収録の作品を展示する、日本写真家協会法人設立5周年記念事業の写真展「日本の子ども60年—21,900日のドラマ—」開催。土門拳の作品とともに告知用に使用された。
2006年1月17日～1月29日、写真展「日本の子ども60年」が名古屋市内で開催。この後、京都、横浜でも開催。入場者が約5万人を超える。同年10月、月刊自治研2006年10月号（通巻565号、自治研中央推進委員会）のグラビアに「山古志−−中越地震から2年目を迎える」を発表。同年、展示点数を100点に絞って、国際交流基金による「日本の子ども60年」海外巡回展が始まる。
2010年11月15日、英伸三らの「郷司正巳さんを支援する会」により、遺作写真集『郷司正巳写真集 海の民 インドネシア・レンバタ島』発行。

## 主な個展
- 1984年「海人族の唄」
- 1986年「放課後の砦」
- 1988年「海の里・山の里ローカルバスの旅」
- 1995年「半世紀の肖像」
- 2002年「ベトナム海の民」（2003年にも2回開催）
- 2009年「コラボ写真展　海のベトナム　湖のカンボジア」（大豆生田千恵との二人展）

## 注
1. ↑  目次 岩波書店サイト内
2. ↑  2002年12月号目次
3. ↑  『ベトナム海の民』新泉社刊(NR書評再録)
4. ↑  過去の企画展アーカイブ 日本新聞博物館サイト内
5. ↑  『ベトナム海の民』掲載プロフィール
6. ↑  講師プロフィール 現代写真研究所サイト内
7. ↑  小松健一ブログ
8. ↑  母と子でみるシリーズ目録
9. ↑  ベトナムの週刊新聞「Tuổi Trẻ online(「若者」紙)」のウェブ記事 参照。
10. ↑  今週の本棚・情報：子どもに見る戦後史 毎日新聞　2006年1月15日　東京朝刊。
11. ↑  前掲・過去の企画展アーカイブ
12. ↑  日本写真家協会沿革 日本写真家協会サイト内
13. ↑  2007年3月18日、ヨルダン・アンマン市庁舎を皮切りに、アイルランド・ダブリン、ケニヤ・ナイロビ、ガーナ・アクラ、アルジェリア・アルジェで、「日本の子ども60年」開催。翌2008年3月4日のギニアを皮切りに、2009年にかけて、タンザニア、ボスニア・ヘルツェゴビナ・サラエボ市、ドイツ、サウジアラビア、カメルーン、ロサンゼルス、ワシントン等で開催 日本の子ども60年（海外巡回展） 参照。国際交流基金（ジャパンファウンデーション）サイト内